# Hemieuxoa angara
Hemieuxoa angara är en fjärilsart som beskrevs av Hermann Hacker och Peks. Hemieuxoa angara ingår i släktet Hemieuxoa och familjen nattflyn. Inga underarter finns listade i Catalogue of Life.